# Јаворик
Јаворик је насељено место у Босни и Херцеговини у општини Коњиц у Херцеговачко-неретванском кантону које административно припада Федерацији Босне и Херцеговине. Према попису становништва из 1991. у насељу је живјело 8 становника.

## Географија
Насеље се налази јужно од Јабланичког језера.

## Становништво
По последњем службеном попису становништва из 1991. године, у насељу Јаворик живело је 8 становника. Сви становници су били Хрвати.